# 阿尔沃拉达多古尔盖亚
阿尔沃拉达多古尔盖亚（葡萄牙語：Alvorada do Gurguéia）是巴西皮奥伊州的一个市镇。总面积2131.942平方公里，总人口4985人，人口密度2.3人/平方公里。